# (1111) Reinmuthia
(1111) Reinmuthia és l'asteroide número 1111 situat en el cinturó principal. Va ser descobert per l'astrònom Karl Wilhelm Reinmuth des de l'observatori de Heidelberg, l'11 de febrer de 1927. La seva designació alternativa és 1927 CO. Està anomenat en honor del descobridor.